# Kadi (motorfiets)
Kadi is een historisch motorfietsmerk.
Kadi: Karl Diehm Motorradbau, Mannheim (1924-1930). 
Duits merk dat kleine aantallen goede motorfietsen met 198 cc eencilinder zijklepmotoren en 498 cc Küchen-motoren produceerde.